# 류샹 (군인)

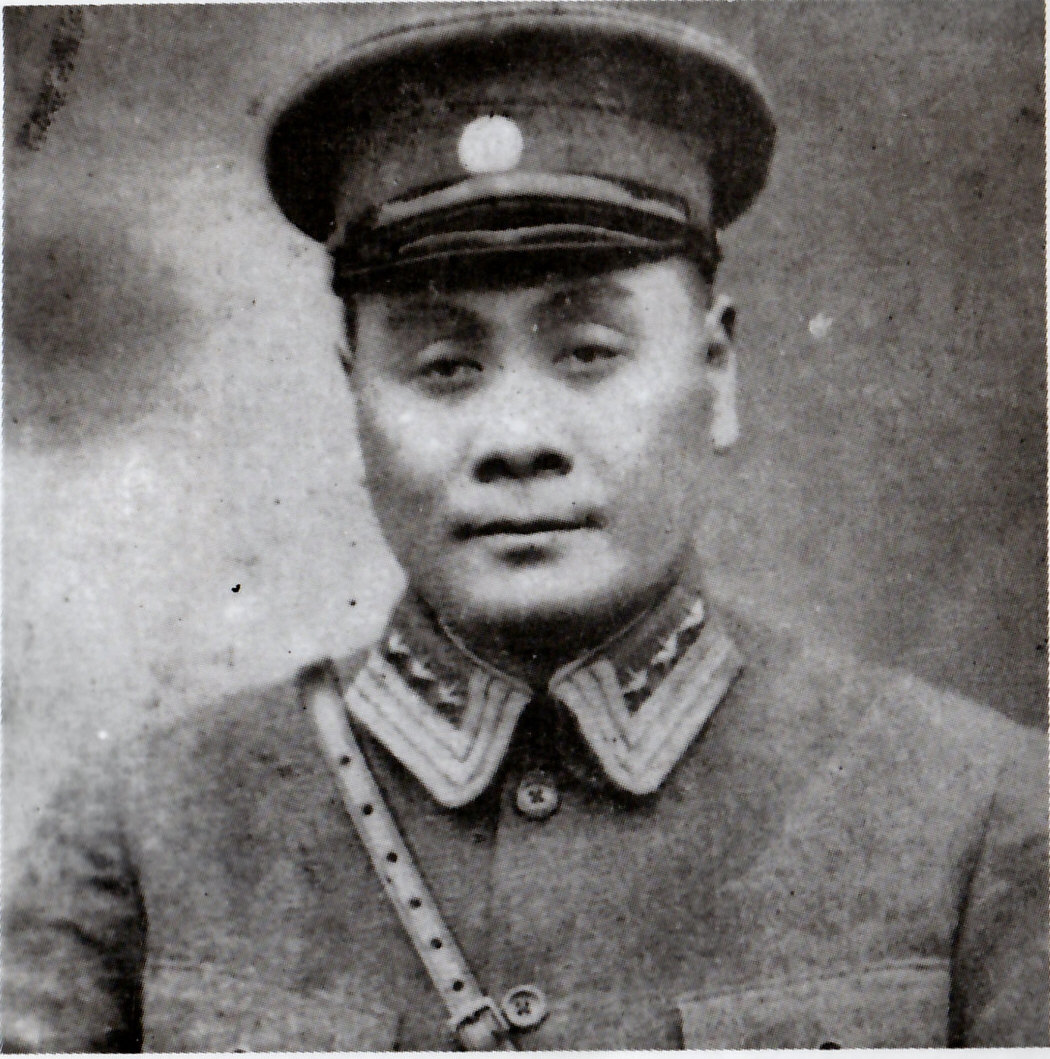
류샹

류샹(중국어 간체자: 刘湘, 정체자: 劉湘, 병음: Liú Xiāng, 1888년 7월 1일 ~ 1938년 1월 20일)은 중화민국 군벌 시대에 활동한 군인으로 자는 포등(甫澄)이다. 쓰촨군의 유력 지도자로서 국민정부 시대에 쓰촨성 주석을 역임했다.

## 생애

### 쓰촨군
1888년 7월 1일에 쓰촨성 청두시 다이현에서 태어났으며 1908년에 쓰촨 육군 속성 학당에 입학했다. 1909년에는 쓰촨 육군 속성 학당을 졸업하고 쓰촨 육군에 입대했고 1916년에는 쓰촨 제1사 제2여려장으로 승진했다. 1918년에는 쓰촨 제2사 사장으로 승진했고 1919년에는 쓰촨군 지휘관으로부터 쓰촨군 총사령으로 추대되었다.
1920년 5월에는 윈난군의 군인인 탕지야오가 쓰촨 지방에 개입하자 슝커우는 탕지야오에 대한 군사 행동에 나서라는 명령을 내리게 된다. 이에 류샹은 슝커우를 북로총사령으로 추대했고 7월에는 쓰촨 제2군 군장으로 승진하게 된다. 8월에는 윈난군 축출을 위한 전투가 성공적으로 종식되었고 12월에는 충칭 진수사로 임명되었다.
1921년 2월에는 북양정부의 지지를 받고 있던 쓰촨 독군인 류춘허우가 쓰촨군 지휘관들의 지지를 잃고 사임했고 6월에는 쓰촨군 총사령을 역임하고 있던 류샹이 민정을 관하랗게 된다. 하지만 슝커우와의 "1·2군 전투"(슝커우가 제1군 군장, 류샹이 제2군 군장을 역임하고 있었기 때문에 붙여진 이름)에 패배했고 1922년 5월에 물러나게 된다.
류샹은 1923년 7월에 직계군 출신의 군인인 우페이푸의 지지를 받으면서 쓰촨 선후독변으로 임명되었다. 류샹은 쓰촨군 지휘관이었던 양썬과 연합해서 남방정부파였던 슝커우를 격파했다. 하지만 류샹은 1924년 5월에 우페이푸가 양썬을 쓰촨 독리로 임명된 것에 불만을 품고 돤치루이를 지원하게 된다. 류샹은 1925년 4월에 집정을 역임하고 있던 돤치루이로부터 천강변방독변으로 임명되었다.
1925년 7월에는 쓰촨 통일을 계획하고 있던 양썬이 쓰촨군 지휘관 소탕 작전을 시작했다. 류샹은 구이저우군 출신의 군인인 위안쭈밍과 연합해서 반격에 나섰고 양썬을 쓰촨에서 축출하게 된다. 하지만 위안쭈밍과 대립하고 있던 류샹은 양썬과 화해했고 1926년 5월에 위안쭈밍을 쓰촨에서 축출하게 된다. 이로써 쓰촨성에 주둔하고 있던 다른 군벌들은 모두 소탕되었다.

### 쓰촨 통일

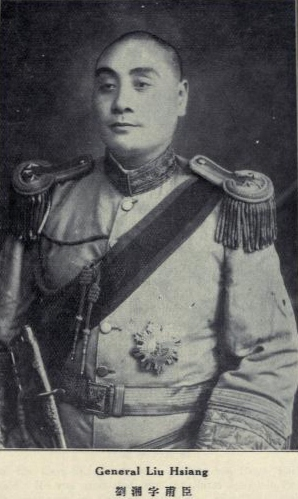
북양정부 시절의 류샹 (Who's Who in China 3rd ed., 1925년)

류샹은 1925년 8월부터 우페이푸에 저항하기 위해 국민정부를 중시하기 시작했고 12월에는 국민정부로부터 국민혁명군 제21군 군장으로 임명되었다. 1927년 3월 31일에는 충칭에서 중국 공산당 세력에 대한 대규모 탄압 작전인 3·31 사건이 전개되었다. 류샹은 쓰촨성 관청에서 자신의 권한을 강화하려고 다른 쓰촨군 지휘관과 합종연횡을 하거나 토벌을 되풀이했다. 류샹은 쓰촨성 정부 주석으로 임명된 자신의 조카 또는 사촌인 류원후이와 함께 쌍두 체제를 수립했지만 이들은 점차 대립하게 된다.
1931년에는 류샹과 류원후이가 충돌한 이류 전투가 벌어졌다. 특히 류샹은 장제스를 지지한 반면 류원후이는 신광서파를 지지했다. 류샹은 1932년 2월에 장제스로부터 쓰촨 선후독변으로 임명되었고 1933년 10월에는 류원후이를 크게 격파하게 된다. 이를 계기로 류샹은 쓰촨성에서 쓰촨성 정부의 주도권을 확보하게 된다.
류샹은 쓰촨 초비 총사령으로 임명된 이후에 중국 공산당과 홍군의 장정을 진압하라는 명령을 받게 된다. 그런데 류샹은 주술사였던 류충윈을 초비 총사령부 전방군사위원회 참모 겸 위원장으로 임명했다. 이 때문에 류샹은 자신의 부하였던 쓰촨군 지휘관들과 갈등을 빚게 된다. 쓰촨군이 홍군의 연이은 공격을 받고 대패하면서 류샹 또한 자신의 지위가 흔들리게 된다.

### 장제스와의 대립과 급사
류샹은 1934년 11월에 난징을 방문하여 장제스의 지지를 받았고 12월에는 국민정부로부터 쓰촨성 정부 주석으로 임명되었다. 하지만 류샹과 장제스 간의 관계를 악화되고 있었다. 류샹은 쓰촨성에서 먼로주의 통치 방식을 원한 반면에 장제스는 국민정부의 통제를 침투시키를 원했기 때문이다.
1937년 중일 전쟁을 계기로 류샹은 스스로 쓰촨군을 이끌고 전선으로 출격했고 제7전구 사령관, 제23집단군 총사령으로 임명되었다. 그러나 1937년 11월경부터 투병 생활을 하면서 후베이성 한커우(현재의 우한시)에 위치한 병원에 입원하게 된다. 한편 류샹은 산둥성 정부 주석을 역임하고 있던 한푸쥐와 몰래 연계하여 반장제스 활동을 노렸다.
류샹은 1938년 1월 20일에 한커우 병원에서 향년 49세를 일기로 사망했다. 한푸쥐는 류샹이 사망하기 직전인 1월 11일에 한커우에서 열린 군사 회의에 참석했다가 붙잡혔고 1월 24일에 처형당하고 만다. 1월 20일에는 허잉친이 류샹을 만난 자리에서 한푸쥐가 체포되었다는 사실을 알게 된다.
류샹의 사망 원인은 병사로 알려져 있지만 류샹의 정확한 사망일에 대해서는 1월 20일, 1월 23일이라는 가설이 있어서 명확하지 않다. 국민정부는 류샹이 사망한 이후에 일급상장을 추증했다.

## 같이 보기
- 중화민국의 역사
- 중일 전쟁
- 군벌 시대